# داگلاس جی فیث
داگلاس جی فیث (به انگلیسی: Douglas Jay Feith) در دوره جرج دابلیو بوش به عنوان مشاور وزارت دفاع آمریکا از سال ۲۰۰۱ تا ۲۰۰۵ در پنتاگون مشغول به کار بود. او عضو ارشد یک اندیشکده محافظه‌کار به نام اندیشکده هادسون است. از او به عنوان مهندس و طراح جنگ عراق یاد می‌شود. یک بازرس ارشد پنتاگون گزارش کرد که دفتر مشاورهٔ فیث گزارش‌های نادرست و کذب دربارهٔ ارتباط عراق با القاعده ساخته و منتشر کرده‌است که تناقضات زیادی با حقایق بدست آمده از دستگاه‌های اطلاعاتی دارند و تصمیم گیرندگان آمریکا بر اساس این اطلاعات نادرست جنگ را آغاز کرده‌اند.

## زندگی شخصی
داگلاس فیث در یک خانوادهٔ یهودی به دنیا آمد. پدرش عضو «انجمن بتار» که یک انجمن تجدیدنظرخواه صهیونی بوده، فعالیت داشته‌است. پدر او از بازمانده‌های هلوکاست است که والدین و هفت خواهر و برادر خود را در اردوگاه‌های کار اجباری آلمان نازی ازدست داده بود.

## دوران کاری پیش از ۲۰۰۱
داگلاس فیث در دانشگاه هاروارد زیر نظر ریچارد پایپس درسش را به پایان رساند. در سال ۱۹۸۱ در زمینهٔ امور خاورمیانه فعال بود و در سال ۱۹۸۲ به پنتاگون پیوست و در تشکیلاتی به رهبری ریچارد پرل بعنوان مشاور ویژه مشغول به کار شد. از وزارت دفاع آمریکا بالاترین مدال افتخار که برای یک شهروند ممکن است را دریافت کرد. سپس در واشینگتن دی. سی به لابی‌گری برای اسرائیل مشغول شد لابی‌های گوناگونی به‌ویژه در کشورهای ترکیه و بوسنی و هرزگوین انجام داد. سپس در همکاریهایی بین لاکهید مارتین و نورثروپ گرومن نیز مشارکت داشت. در سال ۲۰۰۱ بعنوان مشاور سیاست دفاعی در دولت بوش انتخاب شد و فعالیت سابق را کنار گذاشت.

## ۲۰۰۱ به بعد
داگلاس فیث در سال ۲۰۰۱ بعنوان مشاور دفاعی به دولت جورج دابلیو بوش پیوست. سپس با نومحافظه‌کارانی همانند پال ولفوویتز ارتباط برقرار کرد. سپس دوست قدیمی خود ریچارد پرل را بعنوان رئیس یک گروه با نام دفتر تأثیرگذاری راهبردی انتخاب کرد. داگلاس فیث با اینکار مورد انتقاد کابینهٔ جرج بوش قرار گرفت. فیث این گروه را برای حمایت از جنگ با تروریسم تشکیل داد. مهمترین هدف این دفتر این بود که بوسیلهٔ لابی‌گری با رسانه‌های همکار، اطلاعات نادرست در رسانه‌های کشورهای غیر از اسرائیل پخش کند تا با این روش بتوانند بر ذهن سیاستگذاران آن کشورها تأثیر بگذارند. از او بعنوان یکی از معماران جنگ عراق یاد می‌کنند. پس از آن در بخشی از پنتاگون به نام دفتر برنامه‌ریزی ویژه بعنوان ناظر مشغول به کار شد تا مقامات ارشد را با یکسری از اطلاعات نادرست تغذیه کند. در این دفتر لورنس فرانکلین را استخدام کرد که بعدها معلوم شد این فرد جاسوس اسرائیل بوده‌است. لورنس فرانکلین و دو فرد دیگر با نامهای استیو روزن و کیث وایزمن که برای اِی‌پَک کار می‌کردند توسط مقامات آمریکایی دستگیر شدند. این دفتر توسط کنگرهٔ آمریکا مورد انتقاد شدید قرار گرفت و به جرم دستکاری در اطلاعات و جاسوسی علیه پنتاگون به سود اسرائیل و همچنین دادن اطلاعات غلط که منجر به آغاز جنگ عراق بود در نهایت منحل شد.
ژنرال تامی فرنکس که از فرماندهان دو جنگ افغانستان و جنگ عراق بود، داگلاس فیث را با عنوان "The dumbest fucking guy on the planet" به معنای احمق‌ترین بی‌شرف در سیارهٔ زمین نام برد.
فیث در سال ۲۰۰۳ مسئول نابود کردن کلی حزب بعث عراق بود.
فیث یکی از اعضای بنیاد لابی‌گر یهودی در آمریکا در زمینهٔ امور امنیت ملی بود که به سود اسرائیل راهکارهایی به سیاست‌گذاران آمریکا ارائه می‌داد. داگلاس فیث بهمراه ریچارد پرل و دیوید وورمسر، راهکاری سیاسی به نام یک شکستن تمیز برای رئیس‌جمهور تازه انتخاب شدهٔ اسرائیل در سال ۱۹۹۶ ارائه کردند و او نیز طبق آن پیش رفت.